# Mardinspor
Mardinspor is een voetbalclub opgericht in 1969 te Mardin, Turkije. De voetbalclub speelt in het rood-blauw, en de thuisbasis is het 21 Kasım Şehirstadion.
Mardinspor is opgericht na de fusie van Timurspor, Mezopotamyaspor en Gençlik ve Spor. De club heeft nooit in de Süper Lig gevoetbald. De beste prestatie van Mardinspor in de Turkse Beker was in het seizoen 1983/84. Toen bereikte men de kwartfinale waarin uiteindelijk werd verloren van Trabzonspor.

## Logo
Mardinspor heeft een bijzonder logo. Op de voorgrond van het logo is het kasteel van Mardin in het zwart te zien. Op de achtergrond is de moskee van de moslims en de kerk van de christelijke minderheden zoals bijvoorbeeld Arameeërs (Süryaniler), Armeniërs (Ermeniler) te zien. Deze twee groeperingen leven in Mardin al honderden jaren vreedzaam naast elkaar.
Het blauwe van de clubkleuren hebben de oprichters van de club gekozen, omdat de drie gefuseerde teams allen blauw in hun clubkleuren hadden. Het rode is gekozen, omdat men vond dat deze mooi paste naast blauw.

## Gespeelde Divisies
Türkiye Futbol Federasyonu 1. Lig: 1980-1986, 1988-1989, 2004-2008
Türkiye Futbol Federasyonu 2. Lig: 1969-1973, 1986-1988, 1989-1994, 1995-2004, 2008--
Amateurvoetbal: 1973-1980, 1994-1995
Witte Groep: 1461 Trabzon FK · 24 Erzincanspor · Adana 01 FK · Altay · Afyonspor · Altınordu · Ankaraspor · Batman Petrolspor · Beykoz Anadoluspor · Fethiyespor · İnegölspor· İskenderunspor · Isparta 32 Spor · Karaköprü Belediyespor · Kastamonuspor 1966 · Kepezspor · Kırklarelispor · Sarıyer

Rode Groep:  68 Aksarayspor · Ankara Demirspor· Arnavutköy Belediyespor · Belediye Derincespor· Beyoğlu Yeni Çarşı · Bucaspor 1928· Diyarbekirspor · Elazığspor · Erbaaspor · Giresunspor · Karacabey Belediyespor· Karaman FK · Menemen FK · Nazillispor · Serik Belediyespor · Somaspor · Vanspor FK · Yeni Mersin İdmanyurdu